# Effetto Vertigo

Animazione dell'effetto Vertigo. I cubi mantengono la stessa dimensione, mentre le teiere sullo sfondo diventano più grandi. (Click sull'immagine per vedere l'animazione).

L'effetto Vertigo o dolly zoom è la combinazione di uno zoom in avanti e di una carrellata indietro, o di uno zoom all'indietro e una carrellata in avanti.

## Definizione
Deve il suo nome dal fatto che Alfred Hitchcock sfruttò quest'effetto nel suo film La donna che visse due volte il cui titolo originale era, appunto, Vertigo per creare il senso di vertigine del protagonista affetto da acrofobia.